# Sanigut Islands
Sanigut Islands är öar i Kanada.   De ligger i territoriet Nunavut, i den östra delen av landet, 2 400 km norr om huvudstaden Ottawa. Arean är 10,2 kvadratkilometer. Den största ön är Aupaluktok Island.
Terrängen på Sanigut Islands är lite kuperad. Öns högsta punkt är 242 meter över havet. Den sträcker sig 5,6 kilometer i nord-sydlig riktning, och 4,3 kilometer i öst-västlig riktning.
Trakten runt Sanigut Islands består i huvudsak av gräsmarker.